# Mongo Magic
Mongo Magic è un album di Mongo Santamaría, pubblicato dalla Roulette Records nel 1983.

## Tracce
Lato A
1. Rude Boy – 6:18 (Marty Sheller)
2. The Answer Is Love – 5:00 (Hilton Ruiz)
3. Freedom – 6:11 (Sam Furnace)
4. Time Will Tell – 6:27 (Marty Sheller)

Lato B
1. Should the Blues Be Suspended – 6:16 (Sam Furnace)
2. Rachael's Dance – 6:20 (Marty Sheller)
3. Piraña – 4:38 (Marty Sheller)
4. Bonita – 4:57 (Mongo Santamaría)

## Musicisti
- Mongo Santamaría - congas, bongos
- Sam Furnace - sassofono alto, sassofono soprano, sassofono baritono, flauto
- Tony Hinson - sassofono tenore, flauto
- Chris Rogers - tromba
- Lew Soloff - tromba (brani : A3 & B4)
- Bobby Quaranta - pianoforte
- Hilton Ruiz - pianoforte (brani : A2, B2 & B3)
- Sal Cuevas - basso
- Bobby Sanabria - batteria, timbales, percussioni
- Marty Sheller - arrangiamenti (A1, A2, A4, B2, B3 & B4)
- Sam Furnace - arrangiamenti (A3 & B1)